# The Mighty Peking Man
The Mighty Peking Man (chiń. 猩猩王 Xing xing wang) – hongkoński film typu kaijū w reżyserii Ho Meng-hua z 1977 roku. Jeden z wielu ówczesnych filmów monster movies chcących skapitalizować sukces King Konga (1976).

## Fabuła
Milioner Lu Tien znajduje w uniwersyteckiej bibliotece doniesienia sprzed piętnastu lat o znalezieniu w himalajskiej wiosce człowieka pekińskiego uznanego za gatunek wymarły. Zamierza schwytać zwierzę i zawieźć do Hongkongu, by na nim zarabiać. Dr Ah Lung do pomocy proponuje poszukiwacza przygód Zheng Fenga jako przewodnika wyprawy. Feng będący w rozsypce po rozstaniu z piosenkarką Huang Tsui-Hua zgadza się na udział w wyprawie.
Ekspedycja dociera do Indii, skąd kieruje ku Himalajom. W pierwszym postoju natrafiają na stado rozjuszonych słoni niszczących wioskę. Nocą Feng zwierza się, że w Hongkongu bliscy mu byli tylko Tsui-Hua i jego brat, producent filmowy Shi Yu liczący na sukces w branży. Po jakimś czasie Feng odkrył, że Tsui-Hua zdradzała go z Shi Yu, który nie miał pojęcia o ich związku. W drodze po dżungli ekspedycję atakuje tygrys, w wyniku czego giną dr Ah Pi i jeden z Hindusów robiących za tragarzy. Coraz trudniejsza droga zniechęca Tiena, jednak odkrycie świeżych śladów stóp człowieka pekińskiego motywuje resztę do kontynuacji. Jednak nocą członkowie ekspedycji porzucają obóz i Fenga na dobre.  
Feng decyduje iść na własną rękę i wkrótce atakuje wysoki na 50 stóp człowiek pekiński. Przed bestią ratuje go dzika i półnaga biała kobieta, której pekiński człowiek się słucha. Zanoszą Fenga w bezpieczne miejsce. Dzikuska nazywająca się Samantha opowiada, że jako dziecko rozbiła się wraz z rodzicami samolotem w dżungli. Jej rodzice zginęli na miejscu, a ja samą ocalił pekiński człowiek, któremu dała imię Ah Wang. Po jakimś czasie Feng nawiązuje bliższą relację z Samanthą. Tymczasem Lu Tien rozpowiada, że nie znaleziono pekińskiego człowieka, a Feng zaginął i prawdopodobnie umrze w dżungli. Ku jego zaskoczeniu niedługo Feng zjawia się z Samanthą i Ah Wangiem w Indiach, z zamiarem przewiezienia ich do Hongkongu. 
Wszyscy są przewożeni frachtowcem. Widok Ah Wanga zakutego w łańcuchy niepokoi Samanthę. Także Fengowi nie podoba się chęć Lu Tiena do zarabiania na stworzeniu. Następuje sztorm i frachtowiec trafia na mieliznę, lecz w porę sytuację ratuje Ah Wang. Będąc już w Hongkongu Feng zapoznaje Samanthę ze swym bratem. Gdy Samantha poznaje pracę w studiu telewizyjnym, Feng widzi się z Tsui-Hua czującą wyrzuty sumienia z powodu zdrady. Feng wybacza Tsui-Hua i całuje się z nią, czemu przypadkowym świadkiem jest Samantha. Wybiega ona ze studia i odkrywa, że Ah Wang jest pokazywany gawiedzi na stadionie. Zakuty w łańcuch Ah Wang ciągnie przyczepione do siebie wywrotki. 
Podwieziona przez turystów Samantha sprzeciwia się złemu traktowaniu Ah Wanga przez obsługę. Lu Tien usiłuje ją zgwałcić, co widzi Ah Wang i uwalnia się z klatki. Lu Tien ucieka samochodem porywając Samanthę, zaś Ah Wang ich ściga niszczycielskim pochodem przez miasto. W końcu dopada Lu Tiena w hotelu i zabija go. Zostaje nasłane wojsko na potwora. Feng współpracuje z władzami, by odnaleźć Samanthę, która jako jedyna jest w stanie uspokoić Ah Wanga. Wieczorem ścigany ranny Ah Wang ucieka przed wojskiem na szczyt Connaught Centre. Zapada decyzja, by wyburzyć budynek, ale w porę przybywa Feng z Samanthą, by uspokoiła Ah Wanga. Plan powodzi, lecz mimo obietnic, by nie skrzywdzić zwierzęcia wojsko prowadzi atak, w wyniku którego giną Ah Wang i Samantha.

## Obsada
- Evelyne Kraft(inne języki) – Samantha
- Danny Lee(inne języki) – Zheng Feng
- Ku Feng(inne języki) – Lu Tien
- Wei-Tu Lin – Zheng Shi Yu
- Norman Chui(inne języki) – dr Ah Lung
- Hang-Sheng Wu – dr Ah Pi
- Ted Thomas – komisarz
- Steve Nicholson – pomocnik komisarza
- Hsiao Yao – Huang Tsui-Hua
- Chen Ping – Lucy
- Yuen Cheung-yan –
  - Ah Wang,
  - żołnierz jednostki bombowej
- Keizō Murase – Ah Wang

Źródło:

## Produkcja

### Przygotowanie i scenariusz
Shaw Brothers Studio w latach 1961–1983 była czołową wytwórnią filmową w Hongkongu tworząc ok. powyżej 1 tys. produkcji, z czego 1/3 składała się z filmów sztuk walki. Okazjonalnie wytwórnia eksperymentowała z innymi gatunkami bazując na popularnych i sukcesywnych zagranicznych produkcjach np. Infra-Man (1975) na podst. japońskich serii telewizyjnych tokusatsu Ultraman i Kamen Rider czy Nu ji zhong ying (1973) na podst. amerykańskich filmów Wielki dom lalek (1971) i Kobiety w klatkach (1972).
Kiedy w 1975 roku włoski producent filmowy Dino De Laurentiis ogłosił stworzenie uwspółcześnionego remake’u King Konga (1933), Shaw Brothers Studio widziało w tym okazję do stworzenia filmu w nieeksplorowanym gatunku filmowym, szczególnie iż filmy katastroficzne pokroju Trzęsienia ziemi (1974), Płonącego wieżowca (1974) i serii Port lotniczy (1970–1979) były sukcesami finansowymi. Jako scenarzystę zatrudniono pisarza science fiction Ni Kuanga. Kuang i filmowcy mieli świadomość, że widownia była zapoznana z King Kongiem (1933) starali się wprowadzić istotne różnice, stąd pojawił się wątek Samanthy inspirowanej historiami o Tarzanie. Z kolei przeniesienie akcji z Nowego Jorku do Hongkongu miało na celu pomóc znaleźć sympatię u hongkońskich widzów będących głównym targetem. Reżyserem został nagradzany reżyser Ho Meng-hua, któremu Runme Shaw przekazał scenariusz z uwagi na jego Latającą gilotynę (1975). Angażując się w tę produkcję, Runme Shaw wydał 90 tys. dolarów na kamerę do projekcji przedniej i 60 tys. dolarów na kamerę steadicamową, którą stosował w Jue sha ling (1977). Był to kolejny przypadek, w którym było oczywiste, że Shaw obserwuje rynek amerykański.  

### Casting
Do roli głównej zatrudniony został 23-letni aktor Danny Lee, który trafił na plan zaraz po ukończeniu Infra-Mana, w którym też grał główną rolę. Szwajcarska modelka i aktorka Evelyne Kraft została zauważona przez braci Shaw podczas pokazu talentu w Europie i zapytana o udział w produkcji. Miała grać rolę białej dzikiej w celu podbicia rynków międzynarodowych, jak i nadać obiecany egzotyczny akcent. Kraft się zgodziła traktując wyjazd do Hongkongu na trzy miesiące kręcenia zdjęć do filmu jako wakacje.  

### Realizacja
| „Oprócz efektów specjalnych czymś jeszcze, co przykuwa uwagę w tym filmie, jest scenariusz; związek pomiędzy naturą ludzką a tak zwaną naturą zwierzęcą. To właśnie najbardziej podoba mi się w tym obrazie. Scenariusz obnaża zdradę i okrucieństwo ludzi. Nie próbuję zrobić pouczającego filmu, ale widzowie oczekują filmu, który będzie zarówno bardzo zabawny, jak i będzie zawierał pewien element fabularny.”– Ho Meg Hua |

Zdjęcia rozpoczęto 27 czerwca 1976 roku i po nabraniu doświadczenia Infra-Mana film podzielono zespół filmowy na dwie jednostki, jedna zajmująca się scenami fabularny, a druga efektami specjalnymi w nadziei, że okres zdjęciowy będzie trwać sześć miesięcy i trafi do kin, zanim remake King Konga De Laurentiisa trafi wszędzie na ekrany. Jednak opóźnienia i problemy wynikajace z specyfiki hongkońskiego przemysłu filmowego spowodowały, że zdjęcia trwały znacznie dłużej, niż początkowo planowano. Równocześnie Ho Meng Hua rozpoczął w sierpniu 1976 roku pracę nad dramatem filmowym zatytułowanym Hong lou chun meng (1977). Kontrakt Ho przewidywał, że będzie reżyserował cztery filmy rocznie, więc miał jeszcze kilka, które zmieściły się w jego harmonogramie, który był praktycznie zajęty wyłącznie The Mighty Peking Man.  
Pierwotnie za efekty specjalne odpowiadała ekipa pod nadzorem Yoshiyukiego Kurody z japońskiej wytwórni filmowej Daiei, która miała do dyspozycji krótki czas produkcji. Z związku z tym, że pracownikom Daiei kończyły się wizy, pracujący z nimi japoński modelarz i kostiumograf Keizō Murase do pomocy wziął speców od efektów specjalnych z wytwórni filmowej Tōhō, w której dawniej pracował. Oryginalnie Ah Wang miał przypominać King Konga, jednak na przeszkodzie stał brak zdobycie odpowiednich praw licencyjnych. Oryginalny kostium przedstawiał Ah Wanga jako siwego, owłosionego jaskiniowca, jednak rezultat nie zadowolił twórców. Kiedy przybyła nowa ekipa pod nadzorem Sadamasy Arikawy, Murase opracował nowy wygląd potwora zbliżony do małpy człekokształtnej. Wykonał on kostium z ludzkich włosów oraz animatroniczną głowę. Arikawa zauważył zalety i wady chińskiego przemysłu filmowego: "Mieli sprzęt, którego nie mieliśmy w Japonii, a wysokość studia była znacznie większa niż w Japonii. Brakowało jednak sprzętu do realizacji efektów specjalnych. Na przykład nie było maszyny wiatrowej. Poszedłem więc do warsztatu stalowego, który mieli i zleciłem jego budowę. To była moja pierwsza praca po przyjeździe. Zrobiłem też dźwig do filmowania".  
Kolejną przeszkodą produkcyjną, którą trzeba było pokonać, była bariera językowa. Reżyser Ho mówił na planie zarówno po kantońsku, jak i po angielsku. Kraft, biegle władająca językiem niemieckim, francuskim i włoskim, od kilku miesięcy uczyła się angielskiego i w ten sposób porozumiewała się na planie. W międzyczasie nadzorujący Yoshiyuki Kuroda wyjaśniał szczegóły w swoim ojczystym języku japońskim, co następnie zostało przetłumaczone na język kantoński. Prace nad filmem trwały ponad rok, a zdjęcia kręcono w Mysuru w Indiach. Ostatecznie zdjęcia skończono w lutym 1977 roku. Nakręcono alternatywne zakończenie, w którym Samantha przeżyła i wspólnie z Fengiem spogląda na martwe szczątki Ah Wanga.  
Finałowa scena została nakręcona w Connaught Centre w Hongkongu, będącym wówczas najwyższym budynkiem w kraju, w myśl tego że King Kong w swych filmach wspinał się na najwyższe budynki na świecie. W scenie, gdzie Ah Wang miał palić się żywcem i spaść z budynku, grający go kaskader Yuen Cheung-yan odmówił wykonania tego wyczynu z obawy o bezpieczeństwo. „Studio miało ubezpieczyć kaskadera, ale tego nie zrobiło. W związku z tym kręcenie ustało na tydzień”. - powiedział Murase w późniejszym wywiadzie. Wobec braku rozwiązania i zbliżającego się terminu wiz Murase osobiście zagrał Ah Wanga i wykonał niebezpieczny popis kaskaderski. Ostateczny budżet filmu wyniósł 6 milionów dolarów hongkońskich.  
Shaw Brothers Studio zleciło na rynek międzynarodowy anglojęzyczną wersję The Mighty Peking Man wykonaną przez studio Les Filmes Jacques Willemetz z Paryża.  

## Premiera
The Mighty Peking Man został wydany 11 sierpnia 1977 w Hongkongu, gdzie był dystrybuowany przez Shaw Brothers Studio. Został wydany jako Goliathon w Stanach Zjednoczonych w 1980 roku.

## Odbiór
Variety” zrecenzowało 100-minutową wersję filmu w języku kantońskim, stwierdzając, że jest to „ciekawa, jeśli nie wyjątkowa, eskapistyczna rozrywka stworzona w Hongkongu dla dociekliwej publiczności ze środka drogi z innych krajów”. oraz „jest to wysoki kamp w chińskim stylu i z tego powodu może po prostu przetrwać na mniej wymagających rynkach”. Roger Ebert i Harry Knowles na łamach programu telewizyjnego Roger Ebert & the Movies wyrazili uwielbienie dla filmu. Badacz Raphael Raphael zaliczył The Mighty Peking Man i południokoreańsko-amerykański APE (1976) do złych filmów o King Kongu.